# Mike Harrison (calciatore)
Mike Harrison, diminutivo di Michael John Harrison (Ilford, 18 aprile 1940 – Spagna, 27 febbraio 2019) è stato un calciatore inglese, di ruolo centrocampista.

## Carriera
Harrison inizia a giocare nelle giovanili del Chelsea, club con cui nella stagione 1957-1958 gioca anche la finale di FA Youth Cup; già nella parte finale della stagione 1956-1957, prima del suo diciassettesimo compleanno, aveva comunque esordito anche in prima squadra (e quindi tra i professionisti), nella prima divisione inglese. Dal 1956 al 1958 gioca in realtà solamente 2 partite in prima squadra, iniziando a ricoprire un ruolo più rilevante solamente dalla stagione 1958-1959, nella quale segna 2 reti in 16 partite di campionato ed un gol in 3 partite nella Coppa delle Fiere 1958-1960. Dal 1959 al 1962 totalizza ulteriori 42 presenze e 6 reti in prima divisione con il club londinese, con cui poi gioca anche una partita in seconda divisione nelle prime settimane della stagione 1962-1963, che trascorre poi quasi integralmente al Blackburn, con cui gioca 31 partite e segna 4 gol in prima divisione. Gioca con i Rovers anche nei tre successivi campionati di prima divisione, nei quali segna rispettivamente 14, 6 e 9 reti in 41, 31 e 32 presenze, e nella stagione 1966-1967, in cui totalizza complessivamente 25 presenze e 7 reti in seconda divisione. Gioca poi in terza divisione per un ulteriore triennio, con le maglie di Plymouth (15 presenze e 3 reti) e Luton Town (31 presenze e 6 reti totali nell'arco di due campionati), per poi andare a chiudere la carriera nei semiprofessionisti del Dover Town, con cui gioca fino al 1971, all'età di 32 anni.
In carriera ha totalizzato complessivamente 267 presenze e 57 reti nei campionati della Football League.